# Barrage de Djorf Torba
Le barrage de Djorf Torba est un barrage de type poids, situé sur Oued Guir, dans l'ouest de la wilaya de Béchar, au sud-ouest de l'Algérie. Construit entre 1965 et 1968 et mis en service en 1973, d'une hauteur de 37 m, il est le quatrième plus grand barrage en Algérie, avec une capacité de 365 millions m3.

## Histoire
Le barrage de Djorf Torba est construit par le groupement franco-italien Citra et Cometra entre 1965 et 1968.
Le barrage est mis en eau en 1969 et mis en service en 1973.

## Description
Le barrage de Djorf Torba est de type poids  en béton, il mesure 37 mètres de haut, 762 mètres de longueur de crête et retient un volume de 365 millions m3 d'eau.

## Capacité
Depuis sa mise en eau, sa vocation principale était d'assurer l'irrigation du périmètre d'Abadla. En 1985, il est détourné, principalement, vers l'alimentation en eau potable de la ville de Béchar et secondairement à l'irrigation pour le périmètre agricole d'Abadla. Le barrage a entraîné une réduction significative du débit de l'Oued Guir et de l'Oued Saoura dans les localités situées en aval du barrage.
Le 08 septembre 2024 le barrage a connu son premier remplissage de 100 % depuis 50 ans après des fortes précipitations causées par une tempête tropicale en déviation